# Düsseldorfer Turn- und Sportverein Fortuna 1895 2008-2009
Questa voce raccoglie le informazioni riguardanti il Düsseldorfer Turn- und Sportverein Fortuna 1895 nelle competizioni ufficiali della stagione 2008-2009.

## Stagione
Nella stagione 2008-2009 il Fortuna Düsseldorf, allenato da Norbert Meier, concluse il campionato di 3. Liga al 2º posto.

## Rosa
| N. |                     | Ruolo | Calciatore          |
| -- | ------------------- | ----- | ------------------- |
| 1  | Germania (bandiera) | P     | Michael Melka       |
| 2  | Francia (bandiera)  | D     | Bruno Custos        |
| 3  | Germania (bandiera) | C     | Claus Costa         |
| 4  | Croazia (bandiera)  | D     | Robert Palikuca     |
| 6  | Germania (bandiera) | D     | Jens Langeneke      |
| 7  | Germania (bandiera) | C     | Marco Christ        |
| 8  | Germania (bandiera) | C     | Stephan Sieger      |
| 9  | Serbia (bandiera)   | A     | Ranisav Jovanović   |
| 11 | Germania (bandiera) | A     | Sebastian Heidinger |
| 13 | Germania (bandiera) | A     | Simon Terodde       |
| 14 | Germania (bandiera) | C     | Oliver Hampel       |
| 15 | Germania (bandiera) | A     | Ahmet Cebe          |

| N. |                     | Ruolo | Calciatore        |
| -- | ------------------- | ----- | ----------------- |
| 16 | Francia (bandiera)  | D     | Clément Halet     |
| 17 | Germania (bandiera) | C     | Andreas Lambertz  |
| 18 | Turchia (bandiera)  | A     | Deniz Kadah       |
| 19 | Germania (bandiera) | A     | Marcel Gaus       |
| 20 | Albania (bandiera)  | A     | Bekim Kastrati    |
| 21 | Turchia (bandiera)  | D     | Hamza Çakır       |
| 22 | Germania (bandiera) | P     | Michael Ratajczak |
| 24 | Germania (bandiera) | D     | Fabian Hergesell  |
| 25 | Belgio (bandiera)   | A     | Axel Lawarée      |
| 30 | Germania (bandiera) | C     | Olivier Caillas   |
| 31 | Germania (bandiera) | D     | Kai Schwertfeger  |
| 40 | Germania (bandiera) | D     | Johannes Walbaum  |

## Organigramma societario
Area tecnica
- Allenatore: Norbert Meier
- Allenatore in seconda: Uwe Klein
- Preparatore dei portieri: Michael Stahl
- Preparatori atletici: Thomas Gucek

## Calciomercato

### Sessione estiva
| Acquisti | Acquisti          | Acquisti          | Acquisti |
| R.       | Nome              | da                | Modalità |
| -------- | ----------------- | ----------------- | -------- |
| A        | Ranisav Jovanović | Magonza           |          |
| D        | Bruno Custos      | Unterhaching      |          |
| D        | Clément Halet     | Saarbrücken       |          |
| A        | Deniz Kadah       | Lubecca           |          |
| C        | Stephan Sieger    | Kickers Offenbach |          |
| D        | Johannes Walbaum  | Wegberg-Beeck     |          |

| Cessioni | Cessioni        | Cessioni            | Cessioni |
| R.       | Nome            | a                   | Modalità |
| -------- | --------------- | ------------------- | -------- |
| A        | Christian Erwig | Schalke 04 II       |          |
| C        | Marek Klimczok  | Kleve               |          |
| C        | Ken Asaeda      | Vikt. Aschaffenburg |          |
| C        | David Krecidlo  | Paderborn           |          |
| A        | Ivan Pusic      | F. Düsseldorf II    |          |

### Sessione invernale
| Acquisti | Acquisti      | Acquisti | Acquisti |
| R.       | Nome          | da       | Modalità |
| -------- | ------------- | -------- | -------- |
| A        | Simon Terodde | Duisburg |          |

| Cessioni | Cessioni     | Cessioni         | Cessioni |
| R.       | Nome         | a                | Modalità |
| -------- | ------------ | ---------------- | -------- |
| A        | Kenan Şahin  | Union Berlino    |          |
| D        | Henri Heeren | F. Düsseldorf II |          |

## Risultati

### 3. Liga

#### Girone di andata
| Arbitro: | Rafati |

|         |           |                                            |
| Cebe 4’ | Marcatori | 6’, 22’ Kumbela 48’ Fischer 64’ Damjanović |

| Arbitro: | Fleischer |

|  |           |                       |
|  | Marcatori | 64’ Lawarée 79’ Şahin |

| Arbitro: | Willenborg |

|  |           |                                      |
|  | Marcatori | 6’, 9’ Lawarée 55’ Şahin 74’ Caillas |

| Düsseldorf 23 agosto 2008, ore 14:00 CEST 4ª giornata | Fortuna Düsseldorf | 0 – 0 referto | Unterhaching | LTU Arena (10 454 spett.)\| Arbitro: \| Gagelmann \| |
| Arbitro:                                              | Gagelmann          |               |              |                                                      |

| Arbitro: | Schriever |

|                      |           |  |
| Beisel 64’ Grgić 79’ | Marcatori |  |

| Arbitro: | Seiwert |

|                                             |           |             |
| Langeneke 12’ (rig.) Christ 36’ Lawarée 56’ | Marcatori | 52’ Stoilov |

| Arbitro: | Welz |

|  |           |               |
|  | Marcatori | 87’ Jovanović |

| Arbitro: | Schempershauwe |

|                                   |           |  |
| Cebe 29’ Christ 52’ Langeneke 65’ | Marcatori |  |

| Arbitro: | Fischer |

|          |           |  |
| Zedi 58’ | Marcatori |  |

| Arbitro: | Schmidt |

|               |           |            |
| Jovanović 63’ | Marcatori | 15’ Müller |

| Arbitro: | Hammer |

|  |           |                                                         |
|  | Marcatori | 10’ Lawarée 39’ Jovanović 57’ (rig.) Langeneke 82’ Cebe |

| Arbitro: | Siebert |

|               |           |  |
| Jovanović 11’ | Marcatori |  |

| Arbitro: | Henschel |

|             |           |  |
| Göhlert 54’ | Marcatori |  |

| Arbitro: | Leicher |

|                           |           |                      |
| Christ 45’, 75’ Kadah 90’ | Marcatori | 26’ (rig.) Reichwein |

| Arbitro: | Perl |

|  |           |                     |
|  | Marcatori | 75’ Çakır 86’ Costa |

| Arbitro: | Achmüller |

|                          |           |           |
| Jovanović 7’ Lawarée 48’ | Marcatori | 39’ Fuchs |

| Arbitro: | Kunzmann |

|           |           |  |
| Riemer 4’ | Marcatori |  |

| Arbitro: | Kuhl |

|               |           |            |
| Jovanović 83’ | Marcatori | 45’ Sailer |

| Arbitro: | Benedum |

|                         |           |  |
| Feldhahn 6’ Holsing 70’ | Marcatori |  |

#### Girone di ritorno
| Paderborn 20 dicembre 2008, ore 14:00 CET 20ª giornata | Paderborn | 0 – 0 referto | Fortuna Düsseldorf | paragon arena (13 136 spett.)\| Arbitro: \| Valentin \| |
| Arbitro:                                               | Valentin  |               |                    |                                                         |

| Arbitro: | Fischer |

|                        |           |  |
| Terodde 10’ Christ 76’ | Marcatori |  |

| Arbitro: | Seiwert |

|                                     |           |              |
| Palikuca 25’ Sieger 63’ Caillas 78’ | Marcatori | 58’ Calamita |

| Arbitro: | Kampka |

|                      |           |            |
| Fink 28’ (rig.), 29’ | Marcatori | 53’ Christ |

| Arbitro: | Joerend |

|                                             |           |                        |
| Langeneke 39’ (rig.) Kadah 48’ Lambertz 51’ | Marcatori | 12’ Boskovic 66’ Pinto |

| Arbitro: | Schempershauwe |

|             |           |                         |
| Grassow 63’ | Marcatori | 36’ Christ 58’ Lambertz |

| Düsseldorf 14 marzo 2009, ore 14:00 CET 26ª giornata | Fortuna Düsseldorf | 0 – 0 referto | Erzgebirge Aue | LTU Arena (12 099 spett.)\| Arbitro: \| Stieler \| |
| Arbitro:                                             | Stieler            |               |                |                                                    |

| Arbitro: | Christ |

|                          |           |  |
| Cannizzaro 18’ Çinaz 25’ | Marcatori |  |

| Arbitro: | Drees |

|          |           |             |
| Cebe 63’ | Marcatori | 34’ Neitzel |

| Arbitro: | Meyer |

|  |           |               |
|  | Marcatori | 88’ Heidinger |

| Arbitro: | Rafati |

|              |           |           |
| Kastrati 38’ | Marcatori | 83’ Walch |

| Arbitro: | Steinberg |

|  |           |                             |
|  | Marcatori | 50’ Heidinger 55’ Jovanović |

| Arbitro: | Stark |

|  |           |               |
|  | Marcatori | 74’ Benyamina |

| Wuppertal 24 aprile 2009, ore 18:30 CEST 33ª giornata | Wuppertal | 0 – 0 referto | Fortuna Düsseldorf | Stadion am Zoo (13 098 spett.)\| Arbitro: \| Achmüller \| |
| Arbitro:                                              | Achmüller |               |                    |                                                           |

| Arbitro: | Valentin |

|              |           |  |
| Lambertz 40’ | Marcatori |  |

| Arbitro: | Siebert |

|                                                        |           |                                                             |
| Morabit 1’ Lenze 49’ (rig.), 52’ Boland 62’ Banser 90’ | Marcatori | 11’ (rig.), 85’ Christ 12’ Jovanović 51’ Lambertz 54’ Costa |

| Arbitro: | Leicher |

|            |           |  |
| Christ 52’ | Marcatori |  |

| Arbitro: | Wagner |

|          |           |                        |
| Bohl 26’ | Marcatori | 14’ Lambertz 72’ Kadah |

| Arbitro: | Steinhaus-Webb |

|            |           |  |
| Christ 12’ | Marcatori |  |

## Statistiche

### Statistiche di squadra
| Competizione | Punti | In casa | In casa | In casa | In casa | In casa | In casa | In trasferta | In trasferta | In trasferta | In trasferta | In trasferta | In trasferta | Totale | Totale | Totale | Totale | Totale | Totale | DR  |
| Competizione | Punti | G       | V       | N       | P       | Gf      | Gs      | G            | V            | N            | P            | Gf           | Gs           | G      | V      | N      | P      | Gf     | Gs     | DR  |
| ------------ | ----- | ------- | ------- | ------- | ------- | ------- | ------- | ------------ | ------------ | ------------ | ------------ | ------------ | ------------ | ------ | ------ | ------ | ------ | ------ | ------ | --- |
| 3. Liga      | 69    | 19      | 11      | 6       | 2       | 28      | 15      | 19           | 9            | 3            | 7            | 26           | 18           | 38     | 20     | 9      | 9      | 54     | 33     | +21 |
| Totale       | 69    | 19      | 11      | 6       | 2       | 28      | 15      | 19           | 9            | 3            | 7            | 26           | 18           | 38     | 20     | 9      | 9      | 54     | 33     | +21 |

### Andamento in campionato
| Giornata  | 1  | 2  | 3 | 4 | 5 | 6 | 7 | 8 | 9 | 10 | 11 | 12 | 13 | 14 | 15 | 16 | 17 | 18 | 19 | 20 | 21 | 22 | 23 | 24 | 25 | 26 | 27 | 28 | 29 | 30 | 31 | 32 | 33 | 34 | 35 | 36 | 37 | 38 |
| --------- | -- | -- | - | - | - | - | - | - | - | -- | -- | -- | -- | -- | -- | -- | -- | -- | -- | -- | -- | -- | -- | -- | -- | -- | -- | -- | -- | -- | -- | -- | -- | -- | -- | -- | -- | -- |
| Luogo     | C  | T  | T | C | T | C | T | C | T | C  | T  | C  | T  | C  | T  | C  | T  | C  | T  | T  | C  | C  | T  | C  | T  | C  | T  | C  | T  | C  | T  | C  | T  | C  | T  | C  | T  | C  |
| Risultato | P  | V  | V | N | P | V | V | V | P | N  | V  | V  | P  | V  | V  | V  | P  | N  | P  | N  | V  | V  | P  | V  | V  | N  | P  | N  | V  | N  | V  | P  | N  | V  | N  | V  | V  | V  |
| Posizione | 18 | 12 | 4 | 5 | 9 | 7 | 5 | 3 | 5 | 5  | 4  | 3  | 4  | 4  | 3  | 2  | 4  | 4  | 4  | 4  | 4  | 3  | 4  | 3  | 3  | 3  | 3  | 3  | 3  | 3  | 3  | 4  | 4  | 4  | 4  | 3  | 2  | 2  |

Legenda:

Luogo: C = Casa; T = Trasferta. Risultato: V = Vittoria; N = Pareggio; P = Sconfitta.

### Statistiche dei giocatori
| O. Caillas      | 30 | 2  | 11 | 1 |
| A. Cebe         | 36 | 4  | 5  | 0 |
| M. Christ       | 32 | 11 | 8  | 0 |
| C. Costa        | 25 | 2  | 1  | 0 |
| B. Custos       | 6  | 0  | 1  | 0 |
| C. Erwig        | 1  | 0  | 0  | 0 |
| M. Gaus         | 4  | 0  | 1  | 1 |
| C. Halet        | 25 | 0  | 4  | 0 |
| O. Hampel       | 5  | 0  | 1  | 0 |
| H. Heeren       | 1  | 0  | 0  | 0 |
| S. Heidinger    | 25 | 2  | 4  | 0 |
| F. Hergesell    | 34 | 0  | 3  | 2 |
| R. Jovanović    | 29 | 8  | 7  | 0 |
| D. Kadah        | 23 | 3  | 2  | 1 |
| B. Kastrati     | 14 | 1  | 2  | 0 |
| A. Lambertz     | 30 | 5  | 6  | 0 |
| J. Langeneke    | 35 | 4  | 4  | 0 |
| A. Lawarée      | 27 | 6  | 3  | 0 |
| M. Melka        | 38 | 0  | 3  | 0 |
| R. Palikuca     | 13 | 1  | 4  | 0 |
| M. Ratajczak    | 0  | 0  | 0  | 0 |
| K. Schwertfeger | 9  | 0  | 0  | 0 |
| S. Sieger       | 32 | 1  | 3  | 1 |
| S. Terodde      | 8  | 1  | 1  | 0 |
| J. Walbaum      | 8  | 0  | 0  | 0 |
| H. Çakır        | 31 | 1  | 5  | 0 |
| K. Şahin        | 9  | 2  | 1  | 0 |